# Пайсен (Залькрайс)
Пайсен (нем. Peißen) — коммуна в Германии, в земле Саксония-Анхальт. 
Входит в состав района Заале. Подчиняется управлению Эстлихер Залькрайс.  Население составляет 1071 человек (на 31 декабря 2006 года). Занимает площадь 10,34 км². Официальный код  —  15 2 65 039.
Коммуна подразделяется на 4 сельских округа.